# El Fondó de Monòver
El Fondó de Monòver, popularment el Fondó, és un xicotet llogaret del terme municipal de Monòver (Vinalopó Mitjà), a l'oest de la ciutat, vora la rambla del  Xinorlet. La seua població estable és d'uns 20 habitants. L'ermita de Santa Caterina del Fondó fou erigida en parròquia el 1957. Durant la Guerra Civil espanyola els últims dirigents del govern de la República i el Partit Comunista d'Espanya (Negrín, Pasionaria, Rafael Alberti) van partir des d'un xicotet aeròdrom allí cap a l'exili, pocs dies després va acabar la guerra. Un monòlit commemoratiu i dos refugis antiaeris testimonien aquella època.